# Place Antoine-Furetière
La place Antoine-Furetière est une voie située dans le quartier de Bel-Air du 12e arrondissement de Paris.

## Situation et accès
La place Antoine-Furetière est accessible à proximité par la ligne de métro 8 à la station Porte Dorée ainsi que par la ligne 3a du tramway d'Île-de-France à l'arrêt Montempoivre.

## Origine du nom
Elle porte le nom de l'écrivain et lexicographe Antoine Furetière (1619-1688).

## Historique
Cette place, créée sur l'emprise des rues adjascentes par le renommage de leur intersection, prend son nom actuel par arrêté municipal du 23 juillet 2007.

## Bâtiments remarquables et lieux de mémoire
Cette place attenante au lycée Paul-Valéry donne sur l'entrée du cimetière Sud de Saint-Mandé.